# روبرت تورنر
روبرت تورنر (26 أكتوبر 1888 - 13 سبتمبر 1947) (بالإنجليزية: Robert Turner)‏ هو لاعب كريكت بريطاني (وحمل سابقاً جنسية المملكة المتحدة لبريطانيا العظمى وأيرلندا).